# الرزيقات بحري
قرية الرزيقات بحري هي إحدى القرى التابعة لمركز أرمنت في محافظة الأقصر في جمهورية مصر العربية. حسب إحصاءات سنة 2006، بلغ إجمالي السكان في الرزيقات بحري 14860 نسمة، منهم 7541 رجل و7319 امرأة.